# Wolfsburger Schützen- und Volksfest

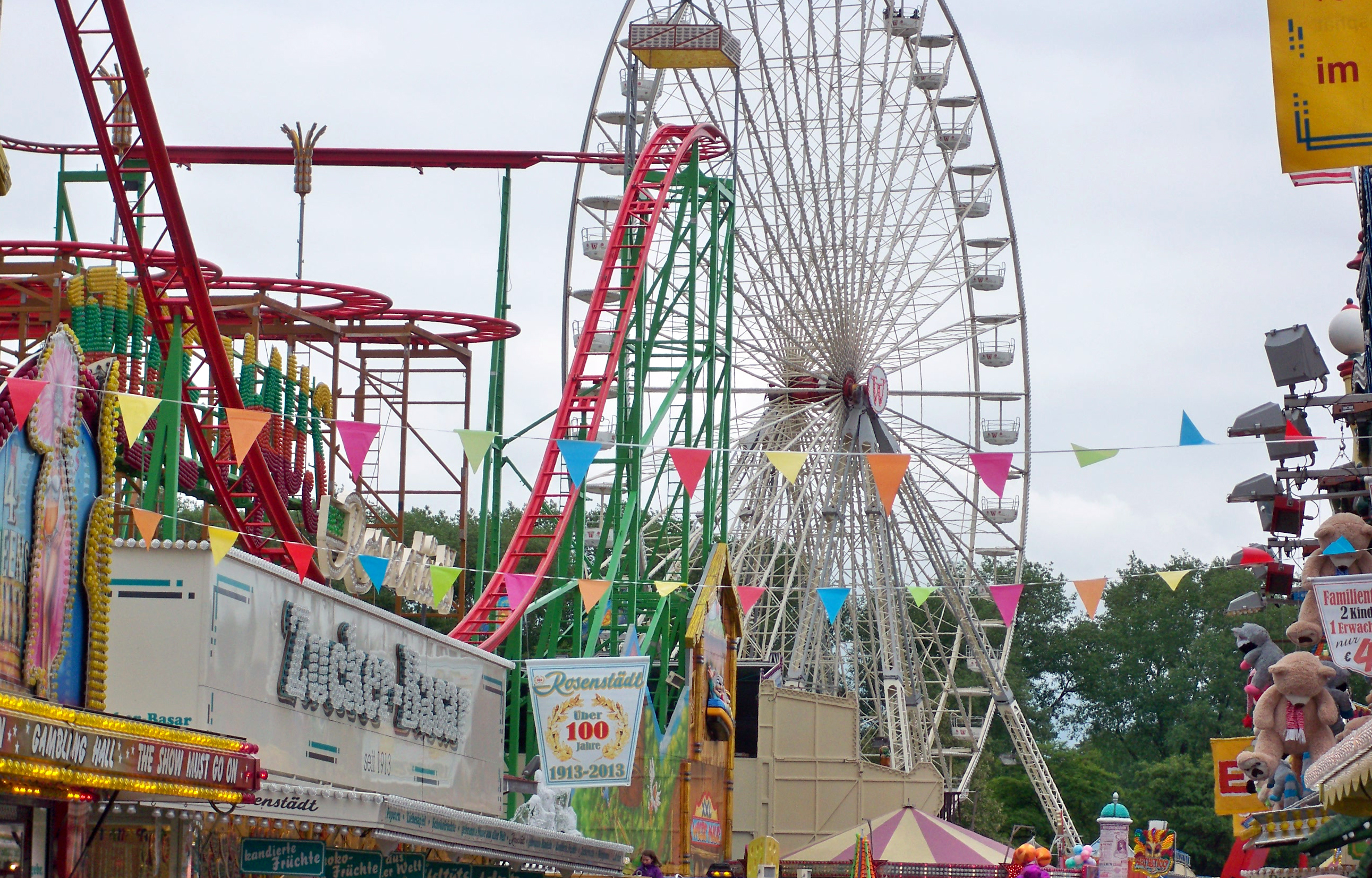
Wolfsburger Schützen- und Volksfest (2014)

Das Wolfsburger Schützen- und Volksfest (landläufig Rummel genannt) ist ein jährlich stattfindendes Volksfest in Wolfsburg.
Es wird als „größtes Volksfest zwischen Harz und Heide“ bezeichnet und wird ehrenamtlich von den Mitgliedern der Schützengesellschaft Wolfsburg e.V. organisiert.
Das Fest findet im Allerpark statt und dauert jeweils von Freitag vor Christi Himmelfahrt bis Sonntag nach Christi Himmelfahrt. Es wird jährlich von rund 400.000 Menschen besucht. Der Höchststand wurde 2016 mit etwa 450.000 Besuchern erreicht. Am ersten Tag findet jeweils die Lichtinstallation „Aller in Flammen“ statt, am vorletzten Tag gibt es ein Großfeuerwerk an der Aller. Jährlich werden auf dem Fest die Majestäten proklamiert.

## Geschichte
Die Veranstaltung wurde ab 1951 zunächst als traditionelles Schützenfest begangen, bereits seit 1956 findet es als Volks- und Schützenfest statt. 
Anfangs wurde es auf dem Rothenfelder Markt, später vor der Stadthalle ausgetragen. Von 1973 bis 1979 fand es am Kulturzentrum statt. Seit 1980 hat es seinen heutigen Standort im Allerpark.
2018 trat die Band City auf dem Wolfsburger Schützen- und Volksfest auf, 2019 folgten Karat und Markus. Die für die Jahre 2020 und 2021 geplanten Schützen- und Volksfeste wurden aufgrund der COVID-19-Pandemie in Deutschland abgesagt. 2022 fand das Fest wieder statt, musikalische Höhepunkte waren 2022 die Band Münchener Freiheit und der Sänger Vincent Gross. 2023 trat nochmals die Band Karat auf.
Veranstalter ist die Schützengesellschaft Wolfsburg e.V. Der Schützenverein Wolfsburg wurde am 4. Juli 1950 gegründet und bereits 1952 in Schützengesellschaft Wolfsburg e.V. umbenannt. Sein Vorläufer ist die 1905 gegründete Schützengesellschaft Heßlingen-Wolfsburg, die 1938 ihre Vereinstätigkeit einstellen musste. Rolf Wolters, der von 1975 bis 2015 Vorsitzender der Schützengesellschaft Wolfsburg war und bis 2016 über 44 Jahre lang das Wolfsburger Schützen- und Volksfest in Zusammenarbeit mit Schaustellern organisierte, wurde am 10. März 2019 zum Ehrenbürger von Wolfsburg ernannt.